# Воробьиный сыч
Воробьи́ный сыч (лат. Glaucidium passerinum) — мелкая сова.

## Внешний вид
Воробьиный сыч — очень маленькая сова, как и все представители рода воробьиных сычей. Длина его тела составляет 15—19 см, размах крыльев — 35—40 см, длина крыла — 9—11 см, вес — 55—80 г. Самки крупнее самцов. Верх серовато-бурый или тёмно-коричневый, с белыми пестринами, которые на голове мельче, а на спине крупнее, и беловатым поперечным рисунком на маховых и рулевых. Низ белый с бурыми продольными полосами. По бокам зоба и груди тёмное с белыми отметинами пятно. Хвост — серо-коричневый с пятью узкими белыми продольными полосами. Голова небольшая, круглая, чуть приплюснутая. Перьевые «ушки» видны только изредка (при определённом настроении птицы), короткие, широко расставленные. Лицевой диск выражен нечётко. Лицо серое с маленькими коричневыми пятнышками, вокруг каждого глаза — концентрические белые и коричневые кольца, а над глазами — короткие белые «брови». Радужина жёлтая. Клюв большой, жёлтый; когти крепкие, круто загнутые, чёрные или жёлтые, но в таком случае кончики у когтей тёмного цвета. Пальцы ног густо оперены до когтей.

## Образ жизни
Как и другие таежные совы, воробьиный сыч охотится и днём, и на рассвете, и в сумерках. Корм его в основном составляют мелкие млекопитающие, преимущественно мышевидные грызуны (землеройки, хомяки, серые крысы, лемминги и другие полёвки, лесные и домовые мыши), а также мелкие воробьиные птицы, причём он не боится нападать на животных, одинаковых с ним по размеру. Иногда сычик съедает у добычи только голову, выедая мозг и глаза, а остальное бросает. У поднявшихся на крыло птенцов в рационе присутствуют также насекомые. Охотничий участок сычика охватывает 1,5—4 км². Воробьиные сычики часто собирают запасы пищи, в особенности зимой, которые складывают в дуплах. Поэтому под жилым дуплом сычика всегда много остатков его добычи — шкурки полёвок, перья птиц. Также зимой сычики любят посещать кормушки для птиц, где подкарауливают синиц, снегирей, воробьёв.

## Размножение
Брачный период воробьиных сычиков начинается в феврале и продолжается до мая. Самец начинает петь недалеко от места гнездования, подзывая самку. Он начинает свистеть задолго до темноты, а в пасмурную погоду свистит и днём. Голосовые сигналы раздаются иногда более часа без перерывов. Вечернее токование более интенсивное, чем утреннее. Разгар тока приходится на апрель. Воробьиные сычики — моногамные птицы, и как правило, сохраняют пару в течение многих лет. Но если это молодые птицы без пары, то начинается процесс знакомства. Самец облетает с самкой вокруг его территории, и показывает ей места для гнездовья. Если самец использует то же самое гнездо, что и в прошлом сезоне, то это место будет единственным, которое он покажет самке. Самцы очень привязаны к собственной территории, и могут использовать её до 7 лет. Если самка соглашается устраивать гнездовье в предложенном месте, она остается около него или посещает это место в сумерках.

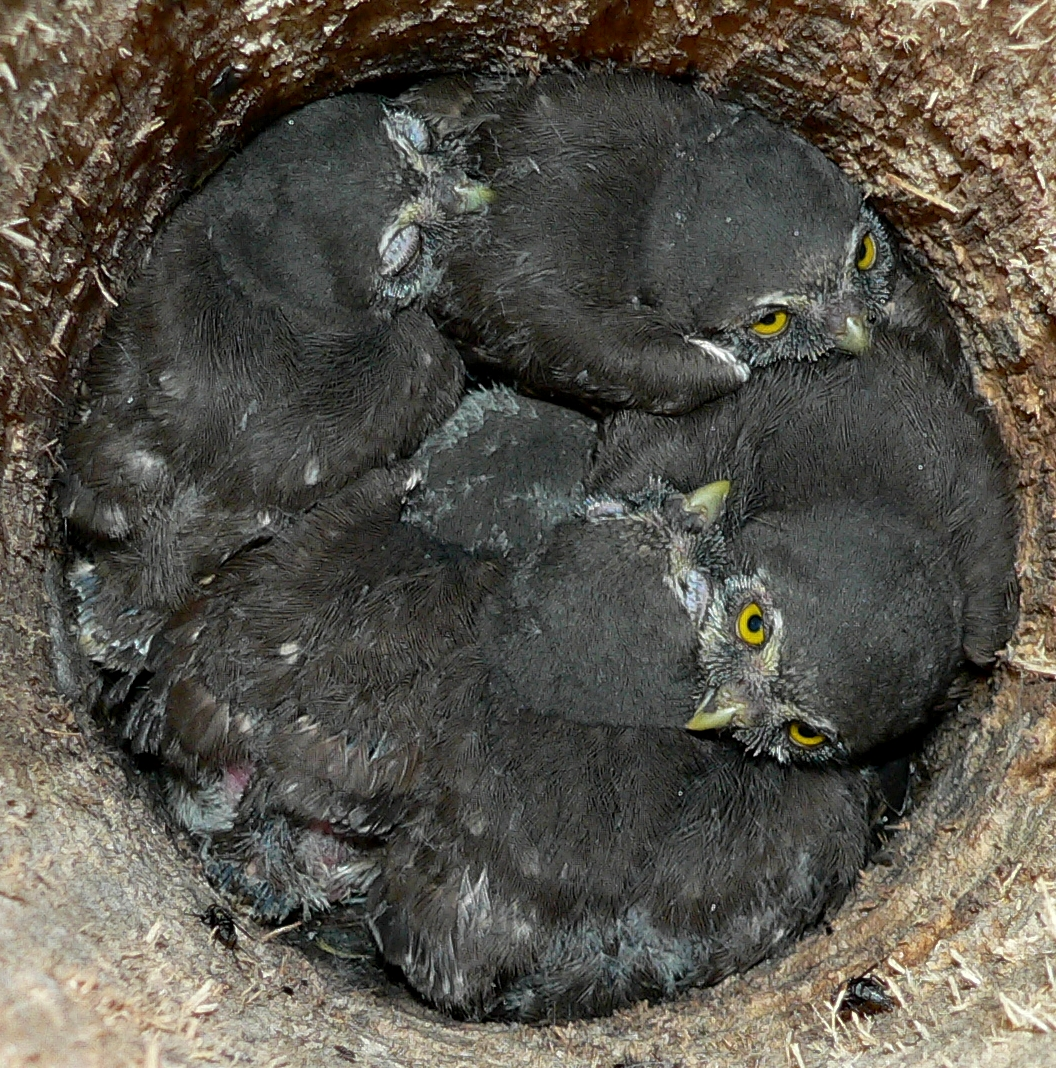
Птенцы сыча в гнезде

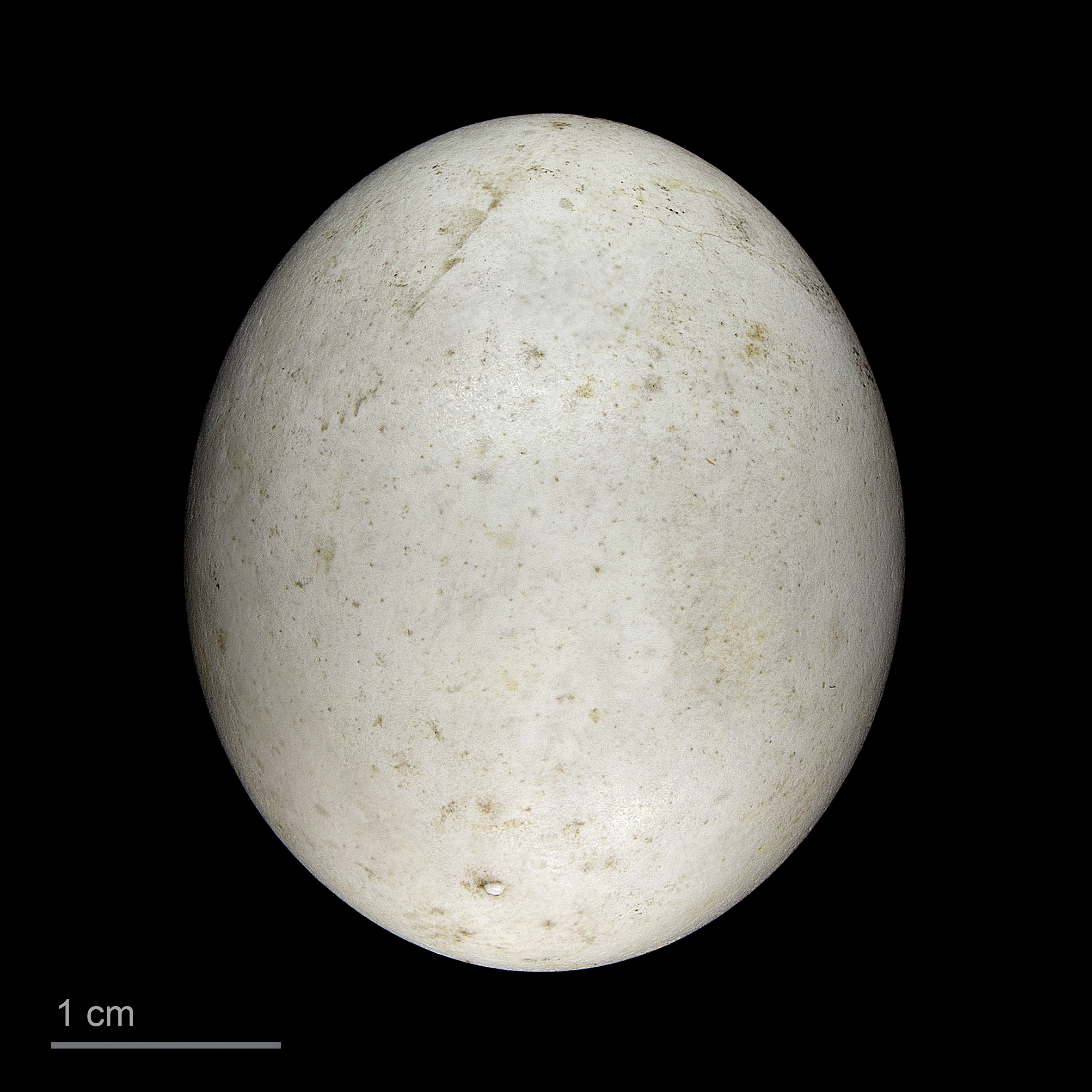
яйцо Glaucidium passerinum - Тулузский музей

Гнёздами воробьиному сычику обычно служат старые гнёзда дятлов. Дерево, используемое для гнездовья, либо хвойное, либо берёза, осина или бук. Пара приводит гнездо в полный порядок, прежде чем самка отложит яйца. Размеры кладки меняются в зависимости от кормовых условий. В России в кладке чаще всего 2—3 яйца, в Западной Европе — от 4 до 7 яиц. Яйца белые, матовые, размером примерно 28 мм x 23 мм. Откладывание происходит с интервалом в 2 дня. Воробьиный сычик — одна из немногих разновидностей сов, которая не начинает высиживание яиц, пока не отложено последнее яйцо. Насиживание длится 28-29 дней, самка ненадолго покидает гнездо только вечером или утром, для того чтобы поесть. Корм приносит самец. Во время насиживания самка увеличивает гнездо, клювом вырывая маленькие кусочки от стенок дупла.
С маленькими птенцами самка находится в гнезде в течение 9—10 дней. В это время у них открываются глаза. Маленькие птенцы покрыты белым пухом, который затем сменяется на тёмно-бурое оперение, более тёмное, чем у взрослых птиц. Самец продолжает приносить пищу, которую самка забирает у него недалеко от гнезда и несёт птенцам. Приблизительно через три недели птенцы начинают выглядывать из гнезда, и самка прилетает к гнезду только для того, чтобы покормить их или почистить гнездо. Птенцы начинают выходить из гнезда на 30—34-й день. Через 3—4 дня после этого самка покидает гнездо с птенцами, но продолжает кормить их около недели, а затем чередуется с самцом, который спустя некоторое время берёт заботу о подрастающем потомстве целиком на себя и осуществляет её в течение 4—6 недель, по истечении которых птенцы покидают родителя. Обычно это происходит в августе, на 11—12-й неделе жизни. У молодой птицы птенцы могут появляться в возрасте 9—10 месяцев, но окончательной зрелости они достигают в один год.

## Распространение
Воробьиный сыч распространён только в Европе и Азии. Он обитает в центре и на юге Скандинавии (до полярного круга), в горах Центральной и Восточной Европы (Сербия, Северная Италия и Пиренеи), в России, а также в северной части Монголии и в Маньчжурии. В Европейской части России он доходит до северной границы леса на Кольском полуострове и в Архангельской области. В Сибири поднимается примерно до северной части Байкала и восточнее до Сахалина, к югу распространен до Карпат, Смоленской, Рязанской, Тульской областей, Бугуруслана, Тюмени, Алтая, Саян, Забайкалья, бассейна Уссури. Воробьиный сыч — оседлая птица, но в холодные зимы иногда перемещается к югу, молодые птицы также кочуют осенью и зимой. Обитает в горных высокоствольных, преимущественно хвойных лесах.

### Охранный статус
Воробьиный сыч занесен в Красную книгу Республики Беларусь со статусом IV (NT).